# Ideal (biograf)
Ideal var en biograf på Andra Långgatan 57 (Johannesplatsen) i Göteborg.
Ideal öppnade den 16 december 1904 och stängde den 24 januari 1908. Ägare var Knut Husberg samt, från den 13 december 1905, AB Svenska Kinematografteatern.